# سفیدکوه (کرمانشاه)
سفید کوه(یا با نام محلی کوه چرمی) نام کوهستانی در ۱۰ کیلومتری جنوب شهر کرمانشاه در غرب ایران است که بلندترین قله آن ۲۸۰۵ متر ارتفاع دارد، خط الرأس کوه سفید مرز طبیعی بین منطقه درود فرامان و سر فیروز آباد است.